# Variable d'environnement
En informatique, les variables d’environnement sont des variables dynamiques utilisées par les différents processus d’un système d’exploitation (Windows, Unix, Linux...). 
Elles servent à communiquer des informations entre les programmes qui ne se trouvent pas sur la même ligne hiérarchique, et qui ont donc besoin d'une convention pour se communiquer mutuellement leurs choix.
On parle aussi de variables d'environnement CGI pour un serveur HTTP.

## Affichage de la liste des variables d'environnement

### Sur DOS et Windows
La commande SET sans aucun paramètre permet de lister la plupart des variables d’environnement.
Les variables %ERRORLEVEL%, %DATE%, %TIME%, %CD%, %RANDOM% ne sont pas affichées par la commande SET (Note : le rôle de ces variables est expliqué dans les paragraphes suivants).

### Sur Unix
- env (commande)

La commande env sans aucun paramètre permet de lister les variables dites d’environnement.
- set (instruction du shell)

Dans les shell usuels d'Unix/Linux, l'instruction set permet d'afficher à la fois les variables d'environnement et les autres variables.

## Modification d’une variable d’environnement

### Sur DOS et Windows
Pour modifier une variable d’environnement, il faut saisir cette commande dans l'invite de commandes :
```
SET PATH=%PATH%;c:\WINDOWS\System32\wbem
```

Attention, cela ne fonctionne que sur le processus en cours.
Pour modifier une variable d'environnement d'une manière permanente :
- sous MS-DOS et ses dérivés, il faut modifier le fichier AUTOEXEC.BAT pour y insérer la commande SET ci-dessus ;
- sous Windows NT et ses successeurs, il faut ajouter ou modifier la clé de registre HKEY_LOCAL_MACHINE\SYSTEM\CurrentControlSet\Control\Session Manager\Environment ou HKEY_CURENT_USER\Environment. Il est aussi possible de modifier les variables d'environnement sous l'objet système du panneau de configuration.

### Sur Unix
Pour modifier une variable d’environnement, il faut saisir :
```
PATH=$PATH:./
```

Attention, cela ne marche que sur le processus en cours.
1. Si le processus en cours lance un autre processus (via un appel à la fonction fork), ce nouveau processus héritera des variables d’environnement, mais pas des variables du shell. Une variable du shell peut devenir une variable d'environnement avec la commande export.
2. La commande env permet de lancer un processus en positionnant des valeurs d’environnement. Exemple :

```
env LD_LIBRARY_PATH=/var/lib 
./configure
```

Pour modifier une variable d'environnement de façon permanente, on peut ajouter une ligne dans le fichier d'initialisation de son shell (~/.bashrc pour Bash, ~/.zshrc pour Zsh)) pour assigner et exporter la variable. 
Voici un exemple minimal de ~/.bashrc :
```
 # Source global definitions
 if [ -f /etc/bashrc ]; then
       . /etc/bashrc
 fi
 # User specific aliases and functions
 export LANG=fr_CA.UTF8
```

Le script d'initialisation du shell est personnel à l'utilisateur.
Il est exécuté à chaque fois qu'on se connecte (soit directement soit par ssh) et à chaque fois qu'on ouvre une nouvelle console.
Pour que l'assignation de la variable profite à tous les utilisateurs, on peut l'ajouter (à condition d'avoir les droits) dans le fichier d'initialisation global du shell (/etc/profile pour Bash).

## Variable d’environnement Windows

### Paramètres liés au profil utilisateur

#### %ALLUSERSPROFILE%
Indique le répertoire du profil commun à tous les utilisateurs.
Exemple de valeurs :
```
C:\ProgramData ou C:\Documents and Settings\All Users
```

Attention à ne pas confondre avec le profil par défaut : 
```
C:\Documents and Settings\Default User
```

#### %APPDATA%
Contient les données d’application de l’utilisateur connecté.
Exemple de valeurs :
```
C:\Users\Wikipedia\AppData\Roaming 
ou
 C:\Documents and Settings\Wikipedia\Application Data
```

#### %HOMEPATH%
Exemple de valeurs : 
```
\Users\Wikipedia 
ou
 \Documents and Settings\Wikipedia
```

#### %USERNAME%
%USERNAME% contient le nom de l’utilisateur connecté (exemple : Wikipedia).

#### %USERPROFILE%
%USERPROFILE% indique le chemin du répertoire contenant la ruche HKEY_CURRENT_USER de l’utilisateur connecté (fichiers NTUSER.DAT et NTUSER.INI).

### %CD%
La variable %CD% n'est pas affichée par la commande SET ; elle donne le chemin d'accès du répertoire courant.

### %COMPUTERNAME%
Contient le nom de l’ordinateur.

### %ComSpec%
Voir variables d’environnement positionnées par le gestionnaire de session (smss.exe).

### %DATE% et %TIME%
Les variables %DATE% et %TIME% ne sont pas affichées par la commande SET ; elles donnent la date et l'heure actuelle de l'ordinateur.

### %ERRORLEVEL%
La variable %ERRORLEVEL% n'est pas affichée par la commande SET ; elle donne le code d'erreur de la dernière commande exécutée (0 ou 1). C'est l'équivalent de la variable $? d'Unix.
C'est une commande indispensable pour faire des shell sophistiqués sous Windows (fichiers de commande : extension .bat).
Voici deux exemples de code : 
```
IF ERRORLEVEL 2 GOTO no_such_file

IF %ERRORLEVEL% EQU 2 SET CODE_ERREUR=2
```

### %FP_NO_HOST_CHECK%
Voir variables d’environnement positionnées par le gestionnaire de session (smss.exe).

### %HOMEDRIVE%
Valeur par défaut :
```
C:
```

### %LOGONSERVER% et %USERDOMAIN%
Si l’utilisateur est connecté pour un domaine, %LOGONSERVER% indique le nom du contrôleur de domaine utilisé pour l’authentification, précédé de "\\". Exemple : 
```
\\controle_domaine
```

%USERDOMAIN% indique le nom du groupe de travail ou du domaine Windows auquel l'utilisateur actuel appartient.
Si l’utilisateur est connecté pour un groupe de travail (Workgroup), %LOGONSERVER% indique la même chose que %COMPUTERNAME%, précédé de "\\". Exemple : 
```
\\PC_Wikipedia
```

### %NUMBER_OF_PROCESSORS%
Voir variables d’environnement positionnées par le gestionnaire de session (smss.exe).

### %OS%
Voir variables d’environnement positionnées par le gestionnaire de session (smss.exe).

### %PATHEXT%
Voir variables d’environnement positionnées par le gestionnaire de session (smss.exe).

### Variable d’environnement dont le nom commence par PROCESSOR_*
Pour les variables %PROCESSOR_ARCHITECTURE%, %PROCESSOR_IDENTIFIER%, %PROCESSOR_LEVEL% et %PROCESSOR_REVISION%, voir variables d’environnement positionnées par le gestionnaire de session (smss.exe).

### %ProgramFiles%
Cette variable d’environnement indique le chemin d'accès du répertoire des programmes installés de Windows (voir Program Files).
Sa valeur par défaut est :
```
C:\Program Files
```

La valeur de cette variable est paramétrée, dans la base de Registre, par la variable ProgramFilesDir dans la clé HKEY_LOCAL_MACHINE\SOFTWARE\Microsoft\Windows\CurrentVersion.

### %ProgramFiles(x86)%
Cette variable d’environnement indique le chemin d'accès du répertoire des programmes x86 installés de Windows 64 bits (voir Program Files).
Sa valeur par défaut est :
```
C:\Program Files (x86)
```

### %PROMPT%
Cette variable d'environnement permet de personnaliser l'invite affiché avant la saisie d'une commande.
Sa valeur par défaut est :
```
$P$G
```

Elle peut contenir du texte à afficher combiné à des valeurs spéciales dont le code commence par le signe dollar « $ ».
| Code | Description                         |
| ---- | ----------------------------------- |
| $P   | Chemin courant (Path)               |
| $N   | Lecteur courant seulement           |
| $G   | Caractère supérieur « > » (Greater) |
| $L   | Caractère inférieur « < » (Less)    |
| $D   | Date actuelle (Date)                |
| $T   | Heure actuelle (Time)               |

### %RANDOM%
La variable %RANDOM% n'est pas affichée par la commande SET ; elle génère un nombre pseudo-aléatoire compris entre 0 et la 15e puissance de 2 (32768).

### %SystemDrive%
Cette variable indique la lettre du disque où est installé Windows.
Sa valeur par défaut est :
```
C:
```

### %SystemRoot%
Cette variable d'environnement indique l'emplacement des fichiers systèmes.
Elle est paramétrée par la base de Registre : valeur SystemRoot dans la clé HKEY_LOCAL_MACHINE\SOFTWARE\Microsoft\Windows NT\CurrentVersion.

#### Valeurs par défaut
La valeur par défaut est :
- C:\Windows sous Windows Vista, 2008 et 7
- C:\WINDOWS sous Windows XP et 2003.
- C:\WINNT. Pour les versions précédentes de Windows NT (de Windows NT 3.5 à Windows Server 2000).

#### Variables d'environnement basées sur %SystemRoot%
À partir de %SystemRoot%, d'autres variables d'environnement peuvent être positionnées. Pour %PATH%, %COMSPEC%, %TEMP%, %TMP%, %WINDIR%, voir Les variables d'environnement créées par le gestionnaire de session.

### Répertoires de fichiers temporaires
%TMP% et %TEMP%. Un dossier de fichiers temporaires se trouve également dans le répertoire suivant (Windows XP) :
C:\Documents and Settings\nom_de_la_session\Local Settings\Temp

### %windir%
Analogue à %SystemRoot%
Exemple :
```
C:\Windows
```

## Variables d’environnement Unix (ou GNU/Linux)
Sous Unix (ou GNU/Linux), les shells utilisent deux types de variables, utilisant la même syntaxe :
- Des variables locales au shell,
- Des variables d'environnement transmises aux applications lancées par le shell.

Ces dernières sont accédées comme des variables locales et doivent être exportées avec la commande export (pour bash), ou utiliser la commande setenv (csh).
Exemple de variables d'environnement sous Unix :

### CFLAGS et CXXFLAGS pour lacompilation
Voir CFLAGS

### Répertoires $HOME, $PWD, $OLDPWD, $TMPDIR
- La variable $HOME contient le chemin absolu vers le répertoire personnel de l'utilisateur connecté.
- La variable $PWD contient le chemin absolu vers le répertoire courant (permet de savoir où on est dans l'arborescence).
- La variable $OLDPWD contient le chemin absolu vers le répertoire courant précédent (permet de savoir d'où on vient).
- Pour TMPDIR, voir (en) TMPDIR

### Infopath (pourEmacs)
Infopath est une variable d'environnement utilisée par l'Éditeur de texte Emacs. Elle contient la liste des répertoires info.

### $LANG et $LANGUAGE

#### Affichage des messages d'erreurs
La variable $LANG est utilisée par les différents programmes pour déterminer la langue des messages à afficher.
Par exemple :
```
 $ LANG=fr ls fff
 ls: fff: 
Aucun fichier ou répertoire de ce type

 $ LANG=en ls fff
 ls: fff: 
No such file or directory
```

Ces différentes traductions se trouvent dans les fichiers .mo des sous-répertoires de /usr/share/locale.
Il peut être intéressant de modifier cette variable pour obtenir un message d'erreur en anglais (par exemple, en exécutant la commande « export LANG=C »), puis de rechercher ce message d'erreur avec un moteur de recherche l'intérêt est d'avoir une liste de pages plus volumineuses que pour le message d'erreur en français et d'espérer trouver un diagnostic plus précis.

#### Affichage de l'éditeur de textevim
La variable $LANG sert aussi à vim pour déterminer l'encodage à utiliser. Supposons le fichier .txt contenant comme seule ligne « été » encodée en UTF-8. Pour éditer ce fichier avec vim dans la console il faut poser « export LANG=fr.UTF8 » et s'assurer que l'encodage de la console soit fixée à UTF-8 ( Configuration→Encodage).
Si l'encodage de la console est fixé à ISO/CEI 8859-1, vim affichera « Ã©tÃ© ». Si la variable $LANG ne précise pas l'encodage UTF-8, par exemple $LANG=fr, mais que l'encodage de la console est à UTF-8, vim affichera « été », mais la position du curseur ne suivra pas bien. En effet, bien que la console affiche trois caractères, vim en compte cinq (aller à la fin de la ligne avec « $ » placera le curseur trop loin).

#### Comparaison avec Windows
Dans Windows, la langue se paramètre avec la base de registre, dans le HKEY_CURRENT_USER, plus exactement dans certaines des sous-clés de ControlPanel\international (l'outil pour le paramétrer est intl.cpl).

### $LD_LIBRARY_PATH
La variable $LD_LIBRARY_PATH contient une liste de répertoires, séparés par des :, où se trouvent les bibliothèques qui ne sont pas installées dans les répertoires par défaut ( /usr/lib et /usr/local/lib n'ont pas à être indiqués dans $LD_LIBRARY_PATH ).
Lors de l'exécution d'une application liée dynamiquement à une bibliothèque, la bibliothèque est d'abord recherchée dans les répertoires par défaut, puis dans les répertoires énumérés dans la variable $LD_LIBRARY_PATH en ordre d'apparition.
Si la bibliothèque n'est pas trouvée, un message d'erreur semblable à celui-ci sera lancé lors de l'exécution :
```
 le_nom_du_binaire: error while loading shared libraries: libXX.so.0: cannot open shared object file: No such file or directory
```

### Variable deX Window System(pour l'environnement graphique)
- $DISPLAY

Exemple de valeur :
```
:0.0
```

- - Le premier chiffre est le numéro de serveur X11
  - Le deuxième est le numéro de terminal

- $TERM

Exemple de valeur :
```
xterm
```

### Variables liées àGNOME(pour l'environnement graphique)

#### $COLORTERM
Exemple de valeur
gnome-terminal

#### $DESKTOP_SESSION
Exemple de valeur :
```
default
```

#### $DESKTOP_STARTUP_ID
Exemple de valeur dans l'environnement d'un script /home/demo/Bureau/getenv.sh lancé par SpaceFM en tant que gestionnaire de bureau sous LXDE :

DESKTOP_STARTUP_ID=spacefm/|home|demo|Bureau|getenv.sh/3459-2-debian7_TIME740137
GTK+ utilise cette variable d'environnement dans le contexte de la notification de démarrage de l'application. Selon les spécifications officielles, l'application GTK+ doit détruire cette variable d'environnement après l'avoir lue, afin de ne pas la transmettre à ses processus fils.
Lorsque le programme /home/demo/Bureau/getenv.sh de l'exemple précédemment cité, est démarré automatiquement à l'ouverture de session via un fichier .desktop du répertoire $HOME/.config/autostart, ou bien lorsqu'il est exécuté depuis un émulateur graphique de terminal, alors son environnement ne contient pas cette variable.

#### $GDM_XSERVER_LOCATION et $GDMSESSION
Voir GNOME Display Manager.

#### $GNOME_DESKTOP_SESSION
Exemple de valeur :
```
Default
```

#### $GNOME_KEYRING_SOCKET
Exemple de valeur :
```
/tmp/keyring-24TGGU/socket
```

### Variables liées àGTK+
- $GTK_DEBUG
- $GTK_MODULES
- $GTK_PATH
- $GTK_IM_MODULE
- $GTK_IM_MODULE_FILE
- $GTK_RC_FILES
- $GTK2_RC_FILES
- $GTK_EXE_PREFIX
- $GTK_DATA_PREFIX
- $GDK_PIXBUF_MODULE_FILE
- $GDK_DEBUG

### $LC_ALL
Voir i18n.

### $POSIXLY_CORRECT
Si la variable d'environnement $POSIXLY_CORRECT est définie, les commandes GNU/Linux se conformeront à la norme POSIX.
Par exemple, GNU grep se conformera à POSIX.2 si cette variable est définie.
Voir POSIX#Variable d'environnement POSIXLY CORRECT.

### Variables liées àSSH
- $SSH_AGENT
- $SSH_AUTH_SOCK

### $LOGNAME, $USER et $USERNAME
Contient la valeur du nom d'utilisateur de la session actuelle.

### $SHELL
$SHELL indique l'interpréteur shell utilisé par défaut. La valeur habituelle sous linux est /bin/bash (plus rarement /bin/sh).
Pour avoir la liste des shell sous Unix, voir catégorie:Shell Unix.

### Autres variables
- $SHLVL, le niveau d'init, voir init de Unix System V
- $LS_COLORS
- $SESSION_MANAGER
- $XAUTHORITY
- $WINDOWID

### Les variables autres que celles d'environnement
Pour les variables internes, voir (en) Internal Variables.
Il existe des variables qui ne font pas partie des variables d'environnement. Par exemple, il peut y avoir :
- Variables liées au shell
  - $BASH, $BASH_VERSINFO, $BASH_VERSION
- $HISTFILE, $HISTFILESIZE, $HISTSIZE et $HISTTIMEFORMAT : paramètres de l'historique des commandes shell
  - $SHELLOPTS

- $COLUMNS et $LINES valeurs par défaut : 80 et 24 (c'est-à-dire 80 colonnes et 24 lignes)
- $DIRSTACK
- $EUID (UID effectif d'un processus)

REMARQUE : Il ne faut pas utiliser cette variable pour déterminer quel était le login initial (Pour cela, il faut utiliser la commande who am i, sans oublier les espaces.)
- $GROUPS
- Variables en rapport avec l'architecture logicielle ou matérielle
  - $HOSTTYPE ; exemple de valeur : i386
  - $MACHTYPE ; exemple de valeur : i386-pc-linux-gnu
  - $OSTYPE ; exemple de valeur : linux-gnu
- $IFS Internal Field Separator
- $MAILCHECK ; valeur par défaut : 60
- $OPTERR et $OPTIND ; valeurs par défaut : 1
- $PIPESTATUS
- $PPID Parent Process IDentifier
- Variables liées à l'invite de commande
  - $PROMPT_COMMAND
  - $PS1, $PS2 et $PS4

## Variables d'environnement communes à Windows et Unix

### <PATH> pour l'emplacement des exécutables
La variable <PATH> contient la liste des répertoire(s) dans lesquels vont être recherchés les fichiers exécutables. On retrouve cette variable sous Windows (%PATH%) et sous Unix et Linux ($PATH).

#### Exemple
Vous vous placez dans un répertoire quelconque de votre système (via la commande cd).
Si vous tentez de taper wikipedia.exe dans la console (ou le terminal), il ne sera pas exécuté car /opt/wikipedia/bin n'est pas dans le PATH.
Par contre, si vous tapez /opt/wikipedia/bin/fichier_ex, cela fonctionnera, mais cela est plutôt long à écrire.
Il est donc nécessaire d'ajuster la variable d'environnement PATH[réf. souhaitée].

#### Sous Unix/Linux: $PATH
Sous Unix et Linux, cette variable est utilisée seulement pour l'emplacement des exécutables (binaire ou script shell). Pour les bibliothèques logicielles, d'autres variables sont utilisées (exemple : $LD_LIBRARY_PATH).

##### Visualiser le $PATH
```
echo $PATH
```

On peut aussi utiliser la commande :
```
printenv PATH
```

##### Séparateur de $PATH: ":"
Le séparateur est le deux-points (:).

##### Modifier temporairement le $PATH
Avec le shell bash
```
export PATH=$PATH:/opt/toto/bin
```

Cette modification n'est que temporaire (pour la session en cours).

##### Modifier le $PATH de manière permanente
Il faut donc rendre permanente la modification du PATH en mettant la ligne suivante  dans le fichier ~/.bashrc.
```
export PATH=$PATH:/opt/toto/bin
```

##### Le piège du répertoire courant
Sous Unix, pour exécuter un fichier qui est dans le répertoire courant, on est en général obligé de préfixer la commande par « ./ », ce qui permet d'indiquer que le fichier est dans le répertoire courant.
Cette particularité étonne les utilisateurs qui ont l'habitude de Windows (ou de l'ancien MS-DOS) où on peut appeler directement un programme qui est dans le répertoire courant.
Il s'agit d'une mesure de sécurité. À titre d'exemple, si un intrus malveillant parvient à placer un programme néfaste nommé ls dans le répertoire courant, ce programme sera exécuté dès que vous souhaiterez lister le répertoire (au lieu de la commande ls se trouvant normalement dans le répertoire /bin/, qui lui se trouve dans le PATH, mais qui n'est modifiable que par l'administrateur du système).
Si malgré tout l'utilisateur souhaite retrouver cette « ergonomie » de Microsoft, il doit ajouter le chemin « ./ » dans son PATH :
```
 
PATH=$PATH;./
```

Cette mesure de sécurité a été ré-introduite dans le PowerShell inclus avec Windows à partir de la version 7; pour exécuter un fichier exécutable dans le dossier courant, l'utilisateur doit le précéder de « .\ ».

##### Le $PATH de base dans le profil
La valeur de base de $PATH, pour tous les login, est défini dans le profil : fichier Shell /etc/profile.

#### Sous Mac OS X

##### Visualiser le $PATH
(En Bourne shell)
```
echo $PATH
```

##### Séparateur de $PATH: ":"
Le séparateur est le deux-points (:).

##### Modifier temporairement le $PATH
```
export PATH="$PATH:/opt/toto/bin"
```

Cette modification n'est que temporaire (pour la session en cours).

##### Modifier le $PATH de manière permanente
Il faut rendre permanente la modification du PATH en rajoutant la ligne suivante dans le Profil utilisateur (c'est-à-dire le shell ~/.profile ou ~/.bash_profile selon le type de terminal que vous utilisez).
```
export PATH="$PATH:/opt/toto/bin"
```

Il est aussi possible de modifier directement le PATH du fichier /etc/profile (il faut utiliser sudo ou être en root).

#### Sous Windows: %PATH%
Sous Windows, si un exécutable n'est pas à l'emplacement par défaut, la variable %PATH% indique dans quels répertoires le chercher.
Cette variable est paramétrée via la base de registre, dans la partie configuration de Session Manager (SMSS.EXE) (l'emplacement exact est : HKEY_LOCAL_MACHINE\SYSTEM\CurrentControlSet\Control\Session Manager\Environment\PATH) 

##### Visualiser le %PATH%
Dans l'invite de commandes, saisissez la commande : 
```
SET path
```

ou
```
ECHO %PATH%
```

##### Séparateur de %PATH%: point-virgule
Le séparateur est le caractère point-virgule : « ; ».

##### Modifier temporairement %PATH%
Dans l'invite de commandes, saisissez la commande : 
```
SET PATH=%PATH%;c:\opt\wikipedia\bin
```

Cette modification n'est que temporaire (pour l'invite de commandes en cours).

##### Modifier le %PATH% de manière permanente
Trois manières sont possibles :
1- Il faut modifier la variable d'environnement PATH depuis le Panneau de configuration > Système > Avancé > Variables d'environnement > Variables système : Variable Path ⇒ Modifier. Exemple : ajouter ;C:\Batch pour indiquer que Windows doit chercher dans le répertoire C:\Batch pour trouver une application ou un fichier .bat.
2- Utiliser une commande MS-DOS (qui est plus pratique pour une utilisation dans un script), basé sur setx 
Voici un exemple d'utilisation :
Le but étant d'ajouter C:\Wikipedia\bin à la variable d'environnement PATH de manière permanente.
```
SETX 
"%PATH%;C:\Wikipedia\bin"
```

3- Utiliser une commande MS-DOS (qui est plus pratique pour une utilisation dans un script), qui modifie le Registre.
Voici un exemple d'utilisation :
Le but étant d'ajouter C:\Lotus\Notes à la variable d'environnement PATH de manière permanente.
```
REG ADD "HKLM\SYSTEM\CurrentControlSet\Control\Session Manager\Environment" /v Path /d "%PATH%;C:\Lotus\Notes" /f
```

Options de REG ADD :
/f (force) : permet de forcer l'ajout de la clé de Registre, sans afficher de confirmation ;
/v (value) : indique le nom de la valeur ;
/d (data) : indique la valeur de la clé. Note : Il est nécessaire de redémarrer la machine pour que le système prenne en compte la modification précédemment effectuée.

### Variables d'environnement liées à Java

#### JAVA_HOME
Cette variable d'environnement n'est définie que si Java est installé sur l'ordinateur correspondant.
JAVA_HOME indique le répertoire contenant l'arborescence des fichiers nécessaires pour la machine virtuelle Java (classe, bibliothèques logicielles, etc.). Voir chargeur de classe Java.
Pour le cas particulier de Windows, voir variables d’environnement positionnées par le gestionnaire de session (smss.exe).

### Autres variables liées à Java
- La variable d'environnement CLASSPATH définit l'emplacement des packages java, notamment pour le démarrage de la machine virtuelle Java.
- La variable d'environnement JRE_HOME définit l'emplacement de l'environnement d'exécution Java.